# Тоджинская котловина
Тоджи́нская котлови́на — понижение рельефа между горами Западного Саяна, Восточного Саяна и хребта Обручева. В котловине располагается Тоджинский кожуун Тывы, большая часть котловины относится к государственному природному заповеднику Азас.

## Этимология
Название котловины происходит от тувинского слова тотж — «лиственница» — преобладающая порода деревьев в этой котлавине.

## Общие сведения
Длина составляет 150 км, рельеф характеризуется постепенным повышением с запада на восток с 800 до 1800 м. В отличие от Тувинской котловины, расположенной ниже по течению Большого Енисея (Бий-Хем), рельеф Тоджинской котловины формирует уникальный водосборный бассейн между хребтами гор, что находит своё выражение в густой речной сети. Все реки принадлежат бассейну Бий-Хема, крупные притоки — Хамсара (Хам-Сыра), Улуг-Оо, Сыстыг-Хем, Кижи-Хем и большое количество более мелких. В котловине крупные озёра — Нойон-Холь и Тоджа (или Азас). По одному из имен последнего озера — Тоджа — названы котловина и район Тывы, по второму имени этого озера — Азас — назван заповедник. В нижней части распространена таёжная растительность, выше — горные тундры, гольцы.

## Сейсмоактивность района
Тоджинская котловина отличается высокой сейсмичностью, в декабре 2011 года, а затем в феврале следующего года произошло два сильных землетрясения в южной части котловины.